# Drassodes cerinus
Drassodes cerinus är en spindelart som beskrevs av Simon 1897. Drassodes cerinus ingår i släktet Drassodes och familjen plattbuksspindlar. Inga underarter finns listade i Catalogue of Life.